# 笠智眾
笠智眾（1904年5月12日—1993年3月16日），出身於熊本縣熊本市。日本著名男演員，以演出小津安二郎的多部電影聞名。由1928年至1992年期間，至少參與演出過155部電影，包括小津的代表作《東京物語》（1953年）及野村芳太郎的《砂之器》（1974年）等。

## 故事

### 「明治的男兒不流淚」
笠智眾以「明治時代出生的男兒不流淚」為由拒演自己親自哭泣的場景，並因而與導演產生對立。直到1983年演出電視劇時，才有正式的哭戲演出。

### 從「日本的父親」變成「日本的爺爺」
在進入1990年代從「好好先生」的印象，在特別是年輕女性非常受歡迎的「善良爺爺」。

### 熊本口音
笠的出身地有很強烈的熊本口音。這個口音伴隨著他的生涯，成為笠說的台詞的技巧和大特徵。

## 外部連結
- Chishu Ryu在互联网电影资料库（IMDb）上的資料（英文）
- JMDb profile (in Japanese) （页面存档备份，存于）
- 维基共享资源上的相關多媒體資源：笠智眾